# 碘化汞银
碘化汞银（化学式：Ag2[HgI4]），也称四碘合汞酸银、四碘合汞(II)酸银、碘汞酸银，为黄色固体，有毒。

## 制备
碘化汞银可由碘化汞钾和硝酸银反应制备：
2 AgNO3 + K2[HgI4] → Ag2[HgI4]↓ + 2 KI
也可以有碘化汞和碘化银在乙醇中研磨得到。反应物按化学计量比混合，研磨过程中颜色由橙红色变为黄色。

## 物理性质
碘化汞银为黄色固体，难溶于水，在45～50℃由黄色可逆地变为红色。（有资料则指出碘化汞银在50.7℃有低温的α型转变为高温的β型。）